# San Ildefonso (Ilocos Sur)
Pour les articles homonymes, voir San Ildefonso.
San Ildefonso est une municipalité de 5e classe située dans la province d'Ilocos Sur aux Philippines. Selon le recensement de 2010 elle est peuplée de 7 075 habitants.

## Barangays
San Ildefonso est divisée en 15 barangays.
- Arnap
- Bahet
- Belen
- Bungro
- Busiing Sur
- Busiing Norte
- Dongalo
- Gongogong
- Iboy
- Otol-Patac
- Poblacion East
- Poblacion West
- Kinamantirisan
- Sagneb
- Sagsagat